# Herbert Blochwitz
Herbert Blochwitz (* 25. Oktober 1904 in Dresden; † 16. August 1944 ebenda) war ein Dresdner KPD-Funktionär und Widerstandskämpfer gegen den Nationalsozialismus.

## Leben

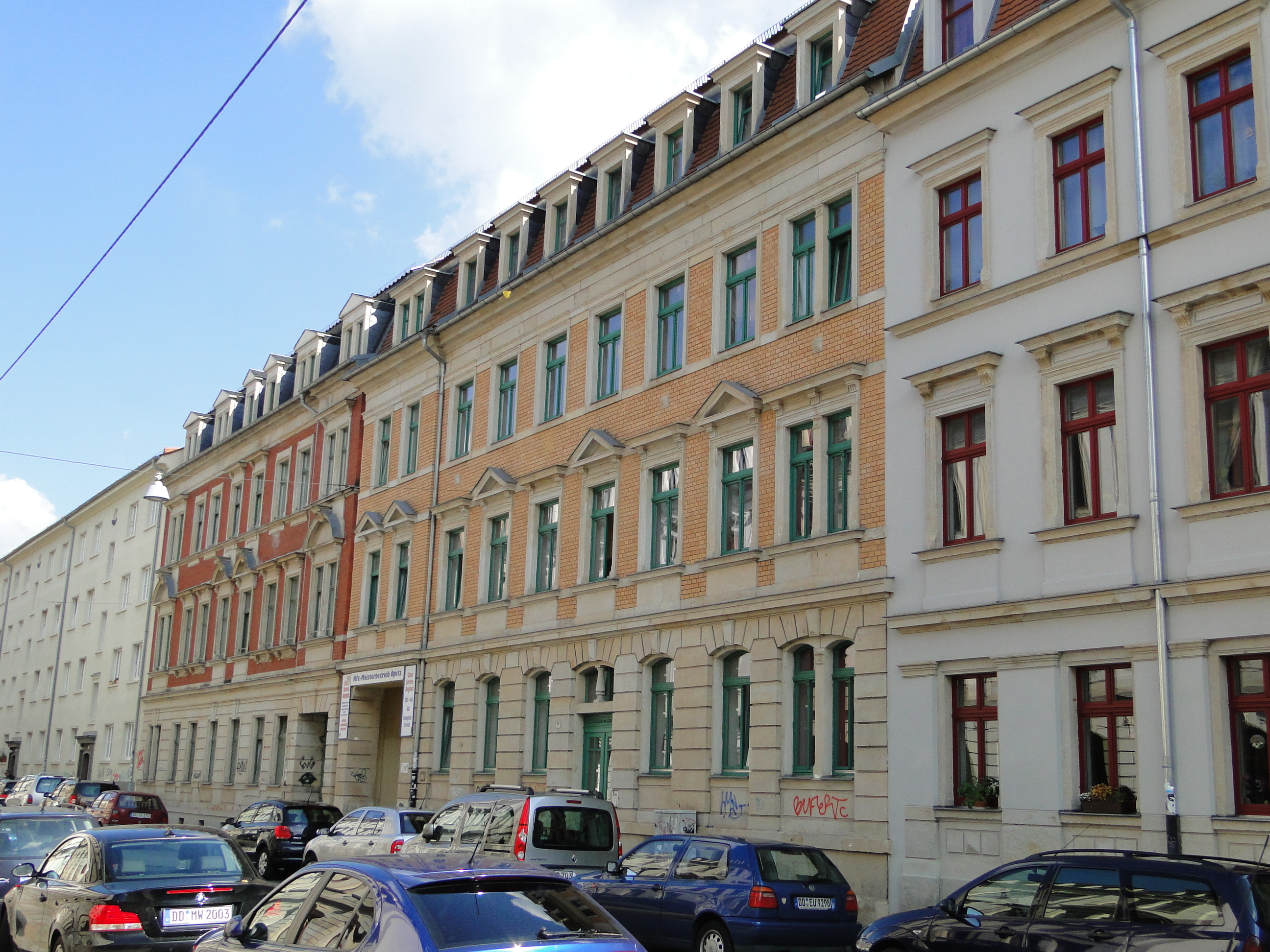
Wohnhaus Förstereistraße 18, Wohnort von Herbert Blochwitz ab 1929

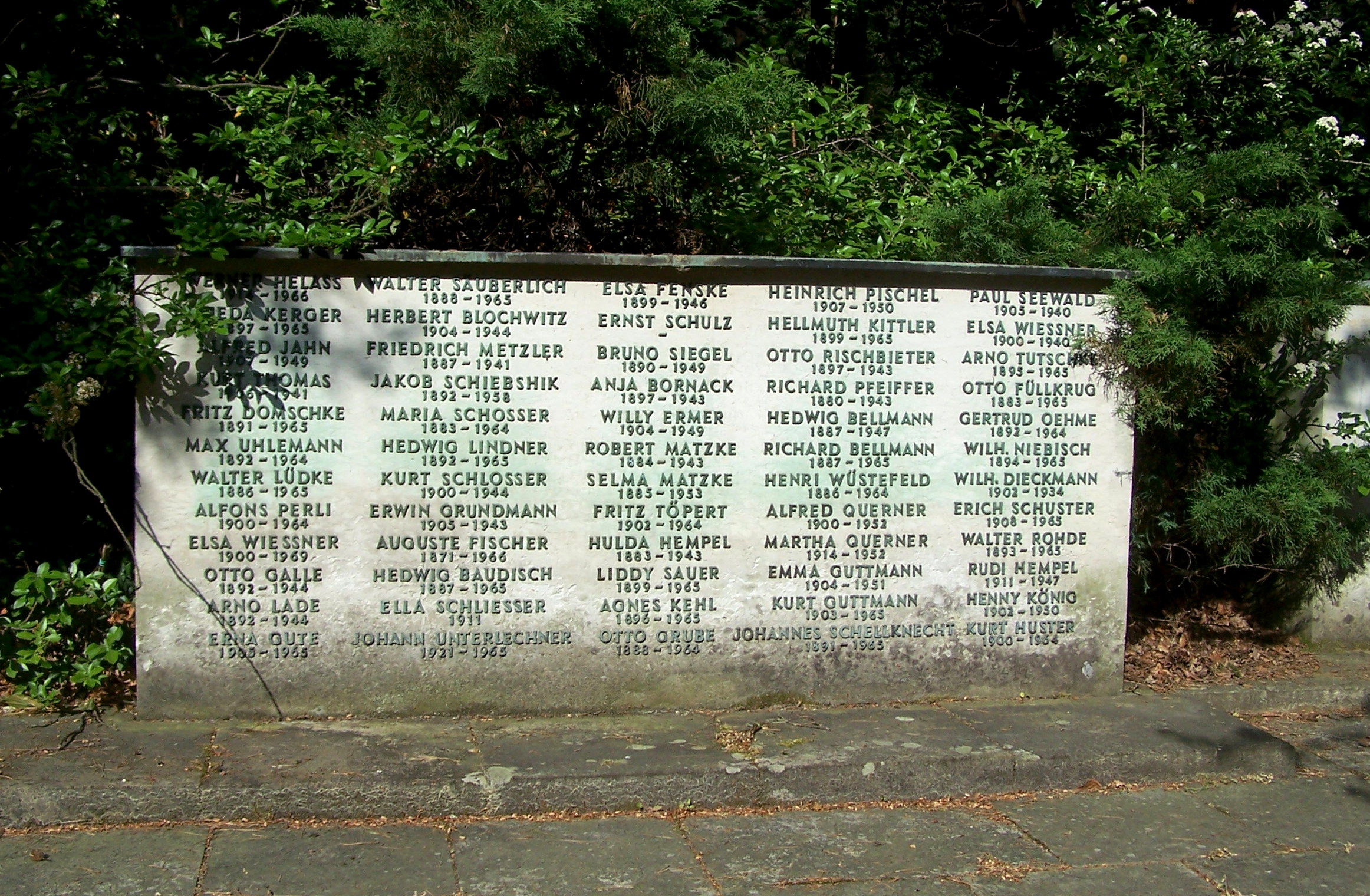
Urnengrab von Herbert Blochwitz auf dem Heidefriedhof

Blochwitz kam als Sohn des Maurers Hermann Blochwitz in Dresden zur Welt; seine Mutter verdiente durch Heimarbeit für die Dobritzer Gardinenfabrik zusätzliches Geld, um den Lebensunterhalt der Familie zu sichern. War der Vater SPD-Mitglied, schloss sich die Mutter 1921 der KPD an. Herbert Blochwitz absolvierte nach der Schulzeit von 1919 bis 1922 in Somsdorf eine Tischlerlehre. In der Zeit war er Mitglied des Deutschen Turnvereins. Zurück in Dresden schloss sich Blochwitz wie seine Mutter der KPD an und wurde nach einer Zeit als Kurier der KPD im Herbst 1923 auch KPD-Mitglied. In der Folge entwickelte er sich zu „einem der aktivsten Dresdner Funktionäre“ der Partei. Von 1924 bis zum Verbot 1929 war Blochwitz beim Roten Frontkämpferbund und der Roten Jugendfront aktiv.
Ab 1925 arbeitete Blochwitz als Gerüstbauer. Er lebte zunächst bei seinen Eltern in Striesen in der Markgraf-Heinrich-Straße 33 (seit 1946 Rosa-Menzer-Straße) und zog mit ihnen 1929 auf die Förstereistraße 18 in der Dresdner Neustadt; in der Neustadt war er politischer Leiter der KPD für die Antonstadt. Er wurde 1930 Gründer und Leiter der Roten Wehr, die den Schutz der Parteimitglieder und des Partei-Eigentums zum Ziel hatte. Nach der Machtergreifung der Nationalsozialisten 1933 arbeitete er weiterhin illegal für die Partei und wurde im August 1933 festgenommen. Anfang 1934 wurde er zu 2,5 Jahren Haft verurteilt, die er in der Haftanstalt Bautzen verbrachte. Von dort wurde er in das KZ Sachsenburg gebracht, das er im Dezember 1936 verließ. Zurück in Dresden nahm er erneut Kontakt zu Mitgliedern der KPD auf und engagierte sich im Widerstand. Längere Zeit arbeitslos erhielt er erst 1939 bei Koch & Sterzel in Mickten Arbeit als Tischler. Zu dieser Zeit lebte Blochwitz, der 1930 geheiratet hatte, bereits auf der Draesekestraße 10 in Pieschen; zuletzt wohnte er auf der Osterbergstraße 17. In Pieschen begann er, mit Kurt Schlosser in einer Widerstandsgruppe zusammenzuarbeiten, der unter anderem Otto Galle und Arthur Weineck angehörten. Blochwitz baute unter anderem Verbindungen der Widerstandsgruppe in verschiedene Betriebe auf und gewann neue Mitstreiter. Er fand auch Anschluss an die Vereinigte Kletterabteilung. Er wurde am 3. Dezember mit Kurt Schlosser, Otto Galle, Robert Matzke und Arthur Weineck verhaftet. Während Matzke sofort getötet wurde, wurden die weiteren Gefangenen im Juni 1944 des Hochverrats angeklagt und zum Tode verurteilt. Am 16. August 1944 wurden alle vier im Hof des Landgerichts am Münchner Platz hingerichtet. Sein Urnengrab befindet sich im Ehrenhain auf dem Heidefriedhof.

## Gedenken
Von 1946 bis 1963 trug die heutige Mildred-Scheel-Straße in Dresden den Namen Herbert-Blochwitz-Straße. Von 1963 bis 1991 hieß die Mosczinskystraße in der Seevorstadt Herbert-Blochwitz-Straße. Die 42. Polytechnische Oberschule in Übigau trug den Ehrennamen „Herbert Blochwitz“; die Schule war nach der Wende die 42. Grundschule und ist geschlossen. Auch die Betriebsberufsschule Radebeul des VEB Transformatoren- und Röntgenwerk Dresden (ehem. Koch & Sterzel) trug zu DDR-Zeiten den Ehrennamen „Herbert Blochwitz“.